# Принцип Фишера
Принцип Фишера — эволюционная модель, которая объясняет, почему преобладающим в природе является соотношение полов разновидностей живых организмов, примерно 1:1; при котором гены для производства большего числа особей обоего пола выравниваются в популяции, потому что каждый пол поставляет ровно половину генов всех будущих поколений.
Теория была основательно изложена Рональдом Фишером в книге 1930 года «Генетическая теория естественного отбора» (но неверно приписана Фишеру как его оригинальная идея). Тем не менее, А. В. Ф. Эдвардс (англ. Anthony William Fairbank Edwards) отметил, что это «вероятно, самый знаменитый принцип в эволюционной биологии». В частности, Фишер сформулировал свою теорию с точки зрения родительских затрат, и предсказал, что родительские затраты на оба пола должны быть равными. Соотношение полов, которое близко соотношению 1:1, известно как «фишеровское равновесие», и те соотношения полов, которые расходятся с этой пропорцией, (1:1) — «нефишеровские» или «экстраординарные» соотношения, поскольку они нарушают допущения, сделанные в предложенной Фишером модели.

## Базовое объяснение
Уильям Гамильтон дал следующее основополагающее объяснение в своём труде 1967 года «Экстраординарное соотношения полов»:
Примем два начальных условия:
1. Затраты на производство потомства до завершения воспитания одинаковы как для мужского, так и для женского пола, а также для обоих родителей
2. Отсутствует острая конкуренция между самцами за самок

В этом случае справедливы следующие рассуждения:
1. Пусть в результате возникшего генетического баланса самок рождается больше, чем самцов.
2. Поскольку в воспитании участвуют оба родителя в равной пропорции и затраты на содержание потомства равны для обоих полов, а острая конкуренция за самок отсутствует - возникает избыток самок.
3. В результате избытка самок, особи, у которых рождается больше самок, примут меньшее участие в воспроизводстве генов, чем особи, у которых рождается больше самцов.
4. Появившиеся генетические преимущества, связанные с воспроизводством самцов, смещают генетический баланс к соотношению полов 1:1.
5. Вышеприведённые рассуждения справедливы и в обратном случае — с преобладанием самцов. Поэтому 1:1 является оптимальным соотношением равновесия. Говоря современным языком, соотношение 1:1 является эволюционно стабильной стратегией (англ. ESS)[3].

Следует помнить, что данная теория справедлива лишь при выполнении всех условий, а именно - отсутствие острой конкуренции за определённый пол (как правило самцов за самок, но справедливо и обратное), затраты обоих родителей на воспитание равны и затраты на воспитание детей обоих полов равны. Например конкуренция самцов за самок смещает баланс в сторону самок, аналогично в случае если затраты на воспитание самок ниже. 

## Родительские затраты
Сам Фишер признал, что его принцип справедлив только при соблюдении примерного равенства родительских затрат (энерго-издержек) при воспроизводстве мужских и женских особей. Если воспроизводство самцов обходится «дороже», чем то же количество самок, тогда эволюционно размеренное соотношение полов будет смещено в сторону доминирования самок, и наоборот. В то же время особи, воспроизводящие «дорогостоящих» самцов, в перспективе оставят потомство, имеющее большее репродуктивное значение, и станут прародителями большей доли будущих поколений, чем особи, воспроизводящие «недорогих» самок. Это, в свою очередь, будет способствовать естественному отбору, который усилит потомство тех особей, которые смогут сократить свои родительские затраты при воспроизводстве/выращивании потомков мужского пола. Таким образом, это приведёт к повышению их полового коэффициента в популяции, пока родительские затраты на самцов не станут равными родительским затратам на самок.

## Примеры
Принцип Фишера уходит своими корнями в концепцию частотно-зависимого отбора, хотя и не зависит от частоты отбора по существу. Принцип Фишера, например, объясняет, каким образом естественный отбор может действовать на гены, которые влияют на количество внуков человека, не влияя на количество его детей.
Фишер предсказал, что родители будут распределять свои ресурсы поровну между всеми своими детьми, независимо от пола, потому что каждый пол поставляет ровно половину генов всех будущих поколений. В результате те гены, которые заставляют родителей неравномерно «инвестировать» в зависимости от пола детей, как правило, имеют тенденцию быть отсеянными естественным отбором. Фишер знал, что у людей рождается больше мальчиков, чем девочек, в то же время мальчики имеют больше шансов умереть в младенчестве. Как следствие, рассуждал он, родительские затраты на мальчиков, как правило, меньше, поскольку часть из них может умереть до окончания срока попечения родителей, и следствием чего является более высокая доля рождений младенцев мужского пола, чтобы уравнять родительские инвестиции в каждый пол.
Принцип Фишера был проверен французскими и португальскими биологами на паутинном клеще (Tetranychus urticae); результаты этих опытов, оказавшиеся положительными, были опубликованы в журнале «Science».
Принцип Фишера является также предшественником эволюционной теории игр. Роберт Макартур (1965) впервые предложил применить к соотношению полов язык теории игр, и это впоследствии было подхвачено Гамильтоном (1967), который назвал точку равновесия «непобедимой стратегией» (англ. unbeatable strategy). «Непобедимая стратегия» Гамильтона была уточнена Джоном Мейнард-Смитом и Джорджем Робертом Прайсом (1973) в их концепции эволюционно стабильной стратегии (англ. evolutionarily stable strategy), которая не может быть захвачена стратегией мутаций.
Концепция Фишера о родительских затратах (теперь называется Родительский вклад), разработанная, в частности, Робертом Триверсом, в настоящее время важное понятие в экологии.

## Авторство
Историческое исследование Эдвардса показало, что принцип неправильно приписывается Фишеру (но его имя уже вошло во всеобщее пользование, и это положение вряд ли изменится). Чарльз Дарвин был первым, кто сформулировал аналогичный принцип в первом издании «Происхождении человека», но исключил его из второго издания книги. Также Карл Дюзинг из Йенского университета опубликовал этот принцип в трёх своих работах между 1883 и 1884 годами, и он, в основном, идентичен поздней модели за авторством Шоу и Молера.